# Фрутал
Фрутал (порт. Frutal) — муниципалитет в Бразилии, входит в штат Минас-Жерайс. Составная часть мезорегиона Триангулу-Минейру-и-Алту-Паранаиба. Входит в экономико-статистический микрорегион Фрутал. Население составляет 50 367 человек на 2006 год. Занимает площадь 2429,679 км². Плотность населения — 20,7 чел./км².

## История
Город основан 4 октября 1885 года. 

## Статистика
- Валовой внутренний продукт на 2003 год составляет 403 093 337,00 реалов (данные: Бразильский институт географии и статистики).
- Валовой внутренний продукт на душу населения на 2003 год составляет 8290,01 реалов (данные: Бразильский институт географии и статистики).
- Индекс развития человеческого потенциала на 2000 год составляет 0,803 (данные: Программа развития ООН).

## География
Климат местности: тропический.